# Маньчжурский национализм
Маньчжурский национализм (кит. трад. 滿洲民族主義, упр. 满洲民族主义, пиньинь Mǎnzhōu mínzúzhǔyì) относится к этническому национализму маньчжурского народа или территориальному национализму жителей Маньчжурии, независимо от этнического происхождения.

## Обзор
Когда Китай являлся частью управляемой маньчжурами империи Цин, имперские власти поддерживала общую, «маньчжурскую» идентичность среди членов Восьмизнамённой армии, её основных военных сил. Таким образом, маньчжуры прочно ассоциировались с системой «знамён», несмотря на то, что были также монгольские и ханьские китайские знаменосцы. «Знамённая» идентичность ещё не была расовой или национальной, но всё ещё сильно отличала «знамённых» маньчжур от ханьцев, составлявших большинство подданных Империи Цин. Этот раскол усилился после падения империи Цин в 1911 году и основания Китайской Республики. После этого этническая идентичность приобрела большое значение, и «знамённые» должны были решить, отождествлять ли себя с маньчжурами, ханьцами или монголами. Многие из монголов или ханьцев предпочли классифицироваться как маньчжуры, особенно в Северном Китае, и потомки «знамённых» с тех пор обычно назывались маньчжурами («маньчжурская этническая группа»).
Будучи сторонниками свергнутой империи Цин, «знамённые» (или связанные с маньчжурами группы) были лишены власти и подвергались дискриминации в новой республике. Таким образом, многие дворяне Цин начали сговариваться против новых властей, и идея маньчжурского национализма приобрела большую важность благодаря этой тенденции. Одна из первых попыток создания маньчжурского государства принадлежит Айсиньгьоро Шаньци, великому князю Су, который пытался создать сепаратистское государство во Внутренней Монголии с помощью Японии в 1912 году. Однако его действия были продиктованы не национализмом, а желанием восстановить монархию под властью Пу И. В целом, антиреспубликанские группы, основанные «знамёнными», особенно Роялистской партией, изначально были более мотивированы монархизмом, консерватизмом и ревизионизмом, чем маньчжурским национализмом. Однако маньчжурский национализм и независимость активно поддерживались Японской империей, целью которой было ослабить и разделить Китай.
Японская Квантунская армия уже пыталась использовать Роялистскую партию и Чжан Цзолиня (который объявил о происхождении от «знамённых» китайцев) ещё в 1916 году для продвижения независимости Маньчжурии.
После японского вторжения в Маньчжурию в 1931 году цинский князь, член Роялистской партии Айсиньгьоро Пувэй отправился в Шэньян и призвал «Маньчжуров управлять Маньчжурией» в сотрудничестве с Японией. Однако японцы не приняли его самопровозглашение в качестве лидера движения за независимость Маньчжурии и отстранили его от власти после основания Маньчжоу-го.
Действительно, значительное и оппортунистическое участие Японии в движении за маньчжурскую независимость привело историка Дэвида Эглера к описанию маньчжурского национализма как «искусственного». Он утверждал, что это был по большей части пропагандистский инструмент для оправдания японской интервенции, оккупации и колонизации Маньчжурии под краеугольным камнем «миндзоку кёва» (расовой гармонии) между маньчжурами, ханьцами, японцами и другими народами в регионе. С основанием Маньчжоу-го маньчжурский национализм стал территориальным или межэтническим национализмом всех людей, живущих в Маньчжурии, и больше не ограничивался маньчжурским народом.